# Angyal (Marvel Comics)
Angyal, valódi nevén III. Warren Worthington egy kitalált szereplő, szuperhős a Marvel Comics képregényeiben. A szereplőt Stan Lee és Jack Kirby alkotta meg. Első megjelenése az X-Men első számában volt, 1963 szeptemberében.
Angyal mutáns, az X-Men nevű szuperhőscsapat egyik alapító tagja.

## A szereplő története
III. Warren Worthington egy magániskolába járt, mikor a lapockáiból szárnyak kezdtek nőni. A szárnyak néhány hónap alatt tökéletesen kifejlődtek, de Worthington titkolta a létezésüket: a szorosan a hátához kötötte és elrejtette a ruhája alá. Kezdetben borzasztó szörnynek gondolta magát, ám ahogy telt az idő Warren ráébredt, hogy a szárnyaival repülni is képes és egyre jobban élvezte új képességét.
Egy éjjel aztán tűz ütött ki a kollégium hálótermében, és Worthington úgy döntött, felhasználja különleges adottságait, hogy megmentse a bent rekedt embereket. A hálóing és a szőke paróka amit viselt angyalszerű külsőt kölcsönzött neki. A mentési akció sikerrel járt, és kilétét is titokban tudta tartani. Nem sokkal eztán Warren felvette a Bosszúálló Angyal nevet, álruhát öltött és életét a bűnüldözésnek szentelte. Az X-ek összeköttetésbe léptek vele, ő pedig elfogadta ajánlatukat és csatlakozott hozzájuk.
Nem sokkal azután, hogy Charles Xavier professzor, az X-ek alapítója új tagokkal bővítette a csoportot az Angyal elhatározta, hogy kiválik a csapatból. Szülei halálával hatalmas vagyont örökölt, amelynek egy részét arra használta fel, hogy létrehozzon egy Los Angelesben működő szupercsoportot, a Bajnokokat. Worthington nyilvánosságra hozta, hogy ő az Angyal, noha mindezzel együtt is sikerült diszkréten kezelnie a professzorhoz és az X csapathoz fűződő kapcsolatát, ezzel együtt az X-ek rejtekhelyét is. Amikor a Bajnokok csapata széthullott, Worthington úgy határozott, hogy attól kezdve idejét üzleti ügyeinek szenteli, és felújította kapcsolatát régi barátnőjével Candace "Candy" Southernnel. Közben Worthington egy időre visszatért az X-ek kötelékébe.
Nemrég Angyal csatlakozott az Oltalmazók csapatához, és velük maradt, miután a Bestia újjászervezte a társaságot. Az Oltalmazók működésükhöz felhasználták Worthington és Candy vagyonát, főhadiszállásuk pedig az Új-Mexikóban található Sziklás-hegység Panzió lett. Amikor az Oltalmazók útjai elváltak, Warren segédkezett létrehozni az X-faktort.
A Martalócokkal folytatott harcban, Angyal szárnyai súlyosan megsérültek. Az orvosok azt mondták, hogy maradandó károsodást szenvedtek, feltétlenül amputálni kell mindkettőt és Worthington nem repülhet többé. Az Angyal egy ideig Halál néven a világpusztító Apokalipszist szolgálta, aki megmentette, új, pusztító bionikus szárnyakat és új egyéniséget adott neki. Végül Angyal elhagyta Apokalipszist, de egy ideig nem volt hajlandó újra csatlakozni az X-faktorhoz.
Ugyanakkor az X-faktor egy másik szövetségese, a morlock Kalibán lépett Apokalipszis szolgálatába, mint Halál az egyik Lovas. Egy, az X-faktor és Apokalipszis között lezajlott ütközet során, az X-faktor főhadiszállását lerombolták, azóta használja az X-faktor Apokalipszis hajóját főhadiszállásként.

## Képességei
Angyal mutáns, aki természetes úton kifejlődött, mintegy öt méter fesztávolságú szárnyakkal képes repülni. A madarakéhoz hasonló tollal borított szárnyai igen finom csontozatúak, így a felsőtestéhez és lábszárához szorítva a ruha alatt alig-alig észrevehetők.
Angyal egész testfelépítése természetesen alkalmazkodott a repüléshez. Csontjai üregesek, akár a madaraké, így testsúlya is jóval alacsonyabb, mint a hozzá hasonló testfelépítésű emberé. Teste gyakorlatilag mentes minden zsiradéktól, és az izmok tömegeloszlása is arányosabb, mint egy átlagos ember esetében. Angyal szeme alkalmazkodott a repülés közben szembefújó szélhez is, amely az átlagos emberi szem számára felettébb káros. Légzőrendszerében van egy speciális membrán, amely nagy sebesség esetében is kiszűri a levegőből a szükséges oxigént.
Angyal a szárnya mozgatásával repül, akárcsak a madarak. Átlagos repülési sebessége 110 km/óra körül mozog, de szükség esetén akár 300 kilométeres óránkénti sebességre is fel tud gyorsulni. Hátszél segítsége nélkül körülbelül fél óráig képes tartani a 250 kilométeres óránkénti sebességet. Noha általában a felhők alatt repül, Angyal könnyedén fölemelkedhet akár 3500 méteres magasságba is. Képes elérni a madár által valaha is elért legnagyobb magasságot, a tengerszinttől számított 9500 métert. Természetesen ebben a magasságban csak néhány percig képes megmaradni.
Angyal hozzávetőleg 12 órán keresztül tud megállás nélkül repülni. A pletykákkal ellentétben az Atlanti-óceánt nem tudja egyvégtében átszelni. Egyszer megpróbálta, de útközben le kellett szállnia egy repülőgépre.